# Andreas Pereira
Andreas Hugo Hoelgebaum Pereira (født 1. januar 1996) er en brasiliansk-belgisk professionel fodboldspiller, som spiller for Premier League-klubben Fulham og Brasiliens landshold.

## Klubkarriere

### Manchester United

#### Første år
Efter at han havde imponeret med PSV Eindhovens ungdomshold, skiftede Pereira i 2011 til Manchester United. Han spillede over de næste sæsoner på Uniteds ungdomshold. Pereira fik sin førsteholdsdebut den 7. august 2014. Han spillede dog fortsat hovedsageligt for U/21-holdet.

#### Lejeaftaler til Spanien
Pereira blev i august 2016 udlånt til spanske Granada i 2016-17 sæsonen. Pereira imponerede hos Granada og begyndte at spille mere og mere centralt på banen, en plads som han fortsatte med at spille.
Han blev igen udlånt til Spanien i 2017-18 sæsonen, denne gang til Valencia.

#### Førsteholdschance
Pereira fik i 2018-19 sæsonen sin chance på førsteholdet hos Manchester United, hvor han hovedsageligt spillede som rotationsspiller. Hans spilletid blev mere og mere, og han spillede i størstedelen af 2019-20 sæsonen for klubben.

#### Leje til Lazio og Flamengo
Pereira kunne dog ikke etablere sig, og i 2020-21 sæsonen blev han udlejet til italienske Lazio.
Han blev igen udlejet i 2021-22 sæsonen, denne gang til Flamengo i Brasilien.

### Fulham
Pereira skiftede i juli 2022 til Fulham på en permanent aftale.

## Landsholdskarriere

### Ungdomslandshold
Pereira spillede i starten med sit fødeland Belgien på flere ungdomsniveauer, før han i 2014 besluttede sig for at skifte nationalitet til sin fars fødeland, Brasilien.

### Seniorlandshold
Pereira fik sin debut for det brasilianske landshold den 12. september 2018.

## Privat
Andreas Pereira blev født i Belgien, som søn af den nu tidligere professionelle fodboldspiller Marcos Pereira, imens at hans far spillede i Belgien.